# Villa Valdettaro
La Villa Valdettaro, anche detta Villa Viansson o Villa Merelli, è un palazzo costruito nella prima metà del XIX secolo, situato in Via Cavour 46, ai margini di Lentate sul Seveso, nella provincia di Monza e Brianza, in Lombardia. È dotata di un cospicuo giardino

## Storia
La costruzione della villa è iniziata nel 1847 in un sito in cui sorgeva una piccola cappella dedicata ai Santi Cosma e Damiano, costruita nel 1513. La costruzione fu commissionata da Bartolomeo Merelli, impresario di successo dell'opera lirica La Scala di Milano. Inizialmente in stile tardo neoclassico fu ampliata e modificata nella seconda metà dell'Ottocento in stile eclettico con prevalenza di elementi neogotici. Il layout è irregolare e la facciata del palazzo principale è ad angolo retto con l'entrata sotto un balcone ad arco a picco sormontato da statue. Il complesso, che ha inglobato anche l'originaria cappella cinquecentesca, comprende una torre panoramica. La dimora veniva considerata attorno a metà Ottocento una delle più magnifiche della Lombardia. La proprietà fu presto venduta a un signor Marzorati e nel 1883 alla contessa Giulia Viansson Pontè, moglie di Alessandro Valdettaro marchese della Rocchetta, la quale impiegò l'architetto-giardiniere Giuseppe Balzaretti per completare giardini spazzanti fino al fondo della valle.